# ایلونا پروکوپونیوک
ایلونا پروکوپونیوک (به اوکراینی: Ілона Прокопевнюк،  زادهٔ ۲۹ اکتبر ۱۹۹۷) یک کشتی‌گیر آزادکار اهل کشور اوکراین است.
از افتخارات وی می‌توان به کسب مدال برنز قهرمانی کشتی جهان ۲۰۲۲ اشاره کرد.